# ألان ميدينا
ألان ميدينا (بالإسبانية: Alan Medina)‏ هو لاعب كرة قدم مكسيكي في مركز الهجوم، ولد في 19 أغسطس 1997 في كولياكان في المكسيك. لعب مع نادي ديبورتيفو تولوكا.

## وصلات خارجية
- ألان ميدينا على موقع قاعدة بيانات كرة القدم.إي يو (الإنجليزية)
- ألان ميدينا على موقع Soccerway.com (الإنجليزية)